# Ceratophysella densornata
Ceratophysella densornata är en urinsektsart som först beskrevs av David J. Maynard 1951.  Ceratophysella densornata ingår i släktet Ceratophysella och familjen Hypogastruridae. Inga underarter finns listade i Catalogue of Life.